# 25742 Amandablanco
25742 Amandablanco è un asteroide della fascia principale. Scoperto nel 2000, presenta un'orbita caratterizzata da un semiasse maggiore pari a 2,5515038 UA e da un'eccentricità di 0,1807241, inclinata di 15,70948° rispetto all'eclittica.